# Agapetus dolichopterus
Agapetus dolichopterus är en nattsländeart som beskrevs av Giudicelli och Dakki 1980. Agapetus dolichopterus ingår i släktet Agapetus och familjen stenhusnattsländor. Inga underarter finns listade i Catalogue of Life.